# The Desert Rose Band
The Desert Rose Band was een Amerikaanse countryrockband uit Californië.

## Bezetting
Oprichters
- Chris Hillman (zang, gitaar, mandoline)
- Herb Pedersen (zang, gitaar, banjo, dobro)
- John Jorgenson (zang, gitaar, mandoline)
- Jay Dee Maness (pedal-steelgitaar)
- Steve Duncan (drums)
- Bill Bryson (e-basgitaar)

Laatste bezetting
- Chris Hillman (zang, gitaar, mandoline)
- Herb Pedersen (zang, gitaar, banjo, dobro)
- Jeff Ross (gitaar)
- Tom Brumley (pedal-steelgitaar)
- Tim Grogan (drums)
- Bill Bryson (basgitaar)

## Geschiedenis
Halverwege de jaren 1980 kwamen bekende muzikanten in Californië samen voor informele bluegrass-sessies. De centrale figuur Chris Hillman, was een van de oprichters van The Byrds. Hij speelde ook met de Flying Burrito Brothers, Manassas en andere bands. Bernie Leadon kwam uit The Eagles, Al Perkins had al met Hillman gespeeld in de Souther-Hillman-Furay Band. Andere muzikanten waren James Burton en Bill Bryson. The Desert Rose Band ontstond in 1986 uit deze cirkel van uitstekende instrumentalisten. Sommigen haakten echter in de beginfase af, omdat ze niet in commercieel succes geloofden. Al Perkins vervoegde zich bij Dolly Parton en werd vervangen door Jay Dee Maness. John Jorgenson kwam voor Bernie Leadon. Uiteindelijk bracht Hillman zijn oude metgezel Herb Pedersen mee, die al met tal van grootheden in het circuit had gewerkt.
Hoewel er eersteklas muzikanten waren samengekomen om de Desert Rose Band te vormen, was het niet eenvoudig om een platenmaatschappij te vinden. Sommige bandleden waren ouder dan veertig. Uiteindelijk werd een contract gesloten met het Nashville Curb-label. De eerste single Johnnie And Jack Hit Ashes of Love bereikte in 1987 een middenplaats in de country top 100. De volgende drie singles werden uitgebracht van hun debuutalbum en bereikten consequent de top 10-plaatsen, met He’s Back en I Am Blue, die doorstoomden naar nummer één.
Het tweede album Running wordt beschouwd als het hoogtepunt van hun muzikale werk. I Still Believe In You was weer een nummer 1-hit. Verschillende succesvolle singles werden ook uitgebracht vanaf het volgende album Pages Of Life in 1989. Daarna daalden de verkoopcijfers. De belangrijkste reden was onvoldoende promotie door de platenmaatschappij. De nummers van The Desert Rose Band werden zelden op de radio gespeeld en hun platen waren vaak niet beschikbaar in winkels. In 1992 vond er een verandering plaats. Sommige bandleden wilden niet meer deelnemen aan de inspannende tournees. Van de drie leiders Hillman, Pedersen en Jorgenson (die meestal de enigen waren die op foto's en platenhoezen werden afgebeeld), nam John Jorgenson ontslag en werd vervangen door Jeff Ross. Tim Grogan kwam voor Steve Duncan en Tom Brumley voor Jay Dee Maness. Er werden nog drie albums uitgebracht, maar deze werden slecht verkocht. In 1994 werd The Desert Rose Band opgeheven.

## Discografie
- 1987: The Desert Rose Band
- 1988: Running
- 1989: Pages Of Life
- 1990: A Dozen Roses/Greatest Hits
- 1991: True Love
- 1993: Life Goes On
- 1993: Traditional